# Гуркі (Мелецький повіт)
Гуркі (пол. Górki) — село в Польщі, у гміні Борова Мелецького повіту Підкарпатського воєводства.
Населення — 538 осіб (2011).
У 1975—1998 роках село належало до Ряшівського воєводства.

## Демографія
Демографічна структура станом на 31 березня 2011 року:
|          | Загалом | Допрацездатний вік | Працездатний вік | Постпрацездатний вік |
| -------- | ------- | ------------------ | ---------------- | -------------------- |
| Чоловіки | 273     | 67                 | 179              | 27                   |
| Жінки    | 265     | 52                 | 150              | 63                   |
| Разом    | 538     | 119                | 329              | 90                   |